# The Conversation (single)
The Conversation is een nummer van de Schotse band Texas uit 2013. Het is de eerste single van hun gelijknamige achtste studioalbum.
"The Conversation" betekende de comeback van Texas na een pauze van zeven jaar. Het nummer, dat gaat over een relatie die niet werkt, flopte in thuisland het Verenigd Koninkrijk met een 73e positie. In Franstalig Europa werd de plaat wel een hit. Ook in Vlaanderen kende plaat enig succes met een 3e positie in de Tipparade, maar in Nederland wist het niet tot de hitlijsten door te dringen.

## Tracklijst
Cd-single
1. "The Conversation" - 2:46
2. "The Conversation" (instrumentaal) - 2:46